# William Rankin
William Henry Rankin (* 16. Oktober 1920; † 6. Juli 2009) ist eine der wenigen Personen, die eine Gewitterwolke lebend durchquert haben. Er war Pilot im United States Marine Corps und Veteran des Zweiten Weltkriegs und des Koreakriegs. Er flog 1959 ein F-8-Jagdflugzeug über einer Cumulonimbuswolke, als das Triebwerk ausfiel, was ihn zur Auslösung seines Schleudersitzes zwang, wodurch er mit Fallschirm in die Wolke fiel. Rankin schrieb ein Buch mit dem Titel The Man Who Rode the Thunder (deutsch Der Mann auf dem Donner) über seine Erfahrung.

## Der Fall
Am 26. Juli 1959 flog Rankin, gefolgt von Lieutenant Herbert Nolan als Rankins Flügelmann, von der Naval Air Station South Weymouth in Massachusetts nach Beaufort. Die Formation stieg über eine Gewitterwolke, deren Obergrenze bei ca. 13.700 Metern (45.000 Fuß) lag. Bei etwa 14.300 Metern (47.000 Fuß) und Mach 0,82 hörte Rankin einen lauten Schlag und ein Rumpeln des Triebwerks. Dieses fiel aus und ein Feuerwarnlicht blinkte auf. Er zog den Hebel, um die Hilfsturbinen auszulösen, jedoch brach der Hebel in seiner Hand ab. Obwohl er keinen Druckanzug trug, löste Rankin seinen Schleudersitz aus. Nolan, dessen Flugzeug unversehrt blieb, notierte als Zeitpunkt des Ausstiegs 18 Uhr Ortszeit. Die Lufttemperatur betrug in dieser Höhe etwa −57 °C (−70 °F). Fast augenblicklich erlitt er an allen der Kälte exponierten Körperstellen (Gesicht, Hals, Handgelenke, Hände und Knöchel) Erfrierungen. Aufgrund der plötzlichen Dekompression schwoll sein Abdomen stark an. Seine Augen, Ohren, Nase und sein Mund begannen zu bluten. Nach geschätzten 15 bis 20 Sekunden freiem Fall erreichte er die Spitze der Gewitterwolke. Sein Körper begann im Verlauf des Falls stark zu taumeln und rotieren. Trotz der dadurch auf ihn einwirkenden Zentrifugalkräfte gelang es ihm, seine Sauerstoffmaske anzulegen.
Fünf Minuten nachdem er das Flugzeug verlassen hatte, hatte sich sein Fallschirm noch nicht geöffnet. In den oberen Regionen des Gewitters, bei nahezu null Sicht, öffnete sich der Fallschirm automatisch. Durch die starken Auf- und Abwinde wurde Rankins Fallgeschwindigkeit verringert und er auf und ab geschleudert, wobei er von Hagelkörnern getroffen wurde. Der starke Regen zwang ihn dazu, seine Luft anzuhalten, um nicht zu ertrinken. Ein Blitz ließ seinen Fallschirm aufleuchten, was Rankin glauben ließ, er sei gestorben. Die Bedingungen verbesserten sich und er landete in einem Wald. Seine Uhr zeigte 18:40 Uhr Ortszeit an. Rankin schätzte die Zeit, die er im Gewitter verbracht hatte, auf 30 Minuten. Die Höhe, in der er sich dabei befand, wird auch als Todeszone bezeichnet.
Rankin suchte nach Hilfe auf der Straße und wurde in ein Krankenhaus in Ahoskie (North Carolina) eingeliefert. Er litt an Erfrierungen, Striemen, Blutergüssen und schwerer Dekompression, verbrachte mehrere Wochen im Krankenhaus und kehrte anschließend in den aktiven Dienst als Pilot zurück.